# ATP Finals 2023
Die ATP Finals 2023 (offiziell Nitto ATP Finals) wurden vom 12. bis 19. November 2023 in der Pala Alpitour in Turin ausgetragen. Neben den vier Grand-Slam-Turnieren war es der wichtigste Wettbewerb im Herrenprofitennis und fand am Ende der Saison statt. Das Turnier war Teil der ATP Tour 2023.
Vorjahressieger waren Novak Đoković im Einzel sowie Rajeev Ram und Joe Salisbury im Doppel.
Zum Damen-Turnier siehe WTA Finals 2023.

## Preisgeld und Punkte
Das Preisgeld betrug 15 Millionen US-Dollar. Das Preisgeld wurde kumuliert. Ein Turniersieger ohne Niederlage bekam demnach 1.500 Punkte und 4.801.500 US-Dollar im Einzel bzw. 943.650 US-Dollar im Doppel.
| Runde                      | Einzel                                                           | Doppel 1                                                        | Punkte |
| -------------------------- | ---------------------------------------------------------------- | --------------------------------------------------------------- | ------ |
| Turniersieger              | 2.201.000 $                                                      | 351.000 $                                                       | 500    |
| Halbfinalsieger            | 1.105.000 $                                                      | 175.650 $                                                       | 400    |
| Gruppenphase pro Sieg      | 0390.000 $                                                       | 095.000 $                                                       | 200    |
| Antrittsgeld               | 3 Matches = 325.500 $ 2 Matches = 244.125 $ 1 Match = 0162.750 $ | 3 Matches = 132.000 $ 2 Matches = 099.000 $ 1 Match = 066.000 $ | —      |
| Ersatzspieler (kein Match) | 0152.000 $                                                       | 050.850 $                                                       | —      |

## Einzel

### Qualifikation
Es qualifizierten sich die acht bestplatzierten Spieler der ATP Tour für diesen Wettbewerb. Dazu kamen noch zwei Reservisten. Wenn ein oder zwei Grand-Slam-Turniersieger der laufenden Saison zwischen Platz 8 und 20 der ATP Tour platziert waren, erhielten diese den achten Start- und den ersten Reserveplatz.

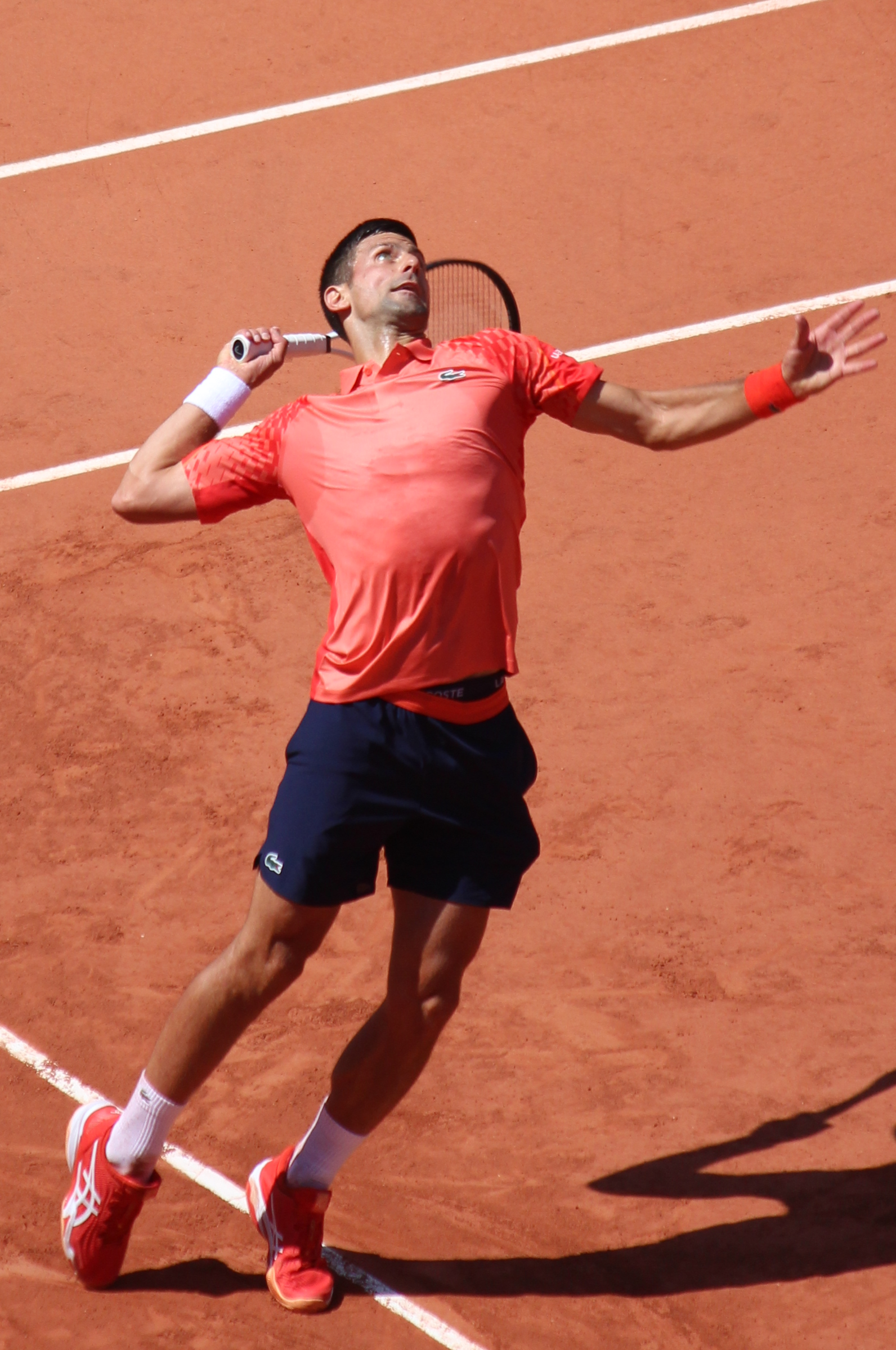
Đoković
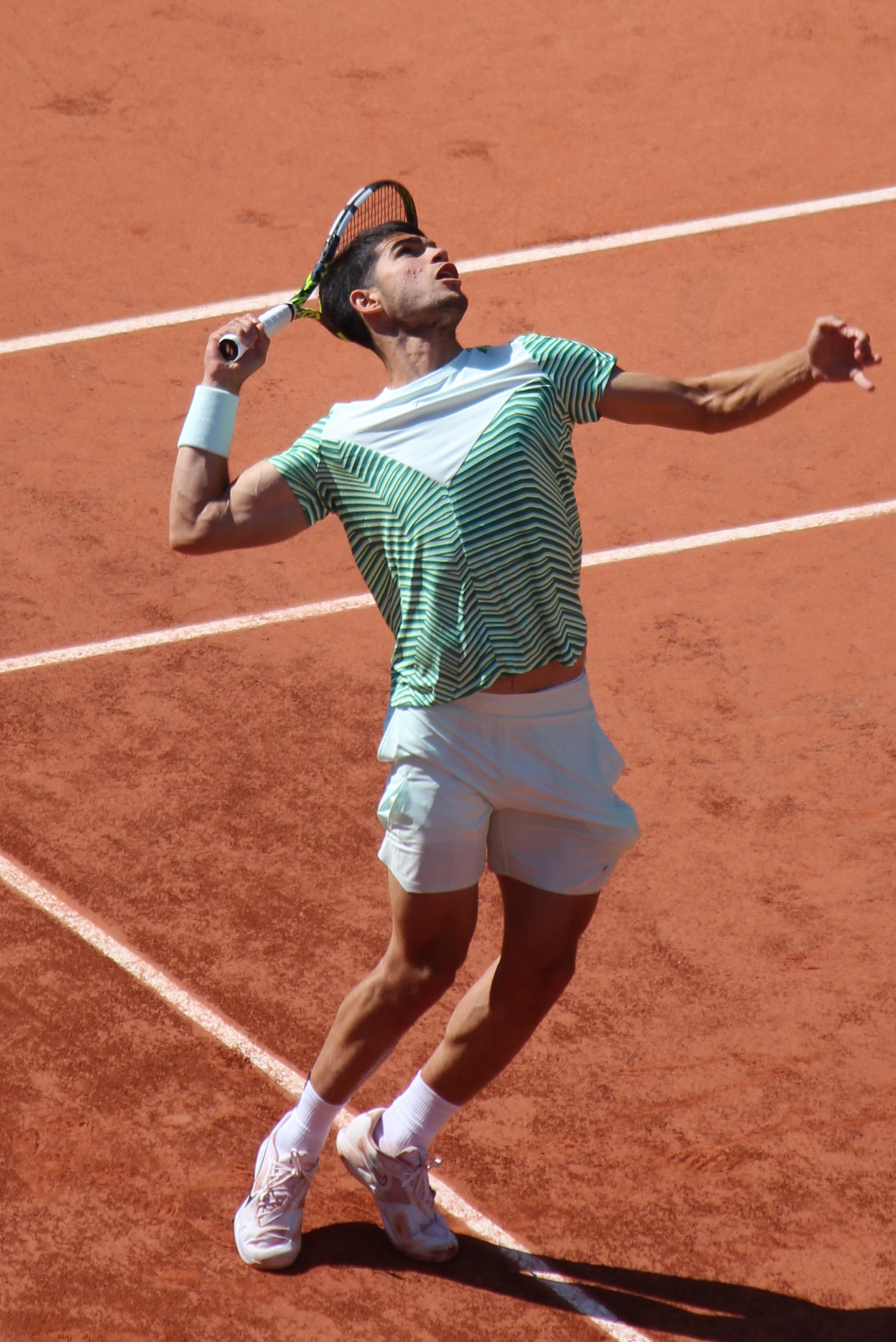
Alcaraz
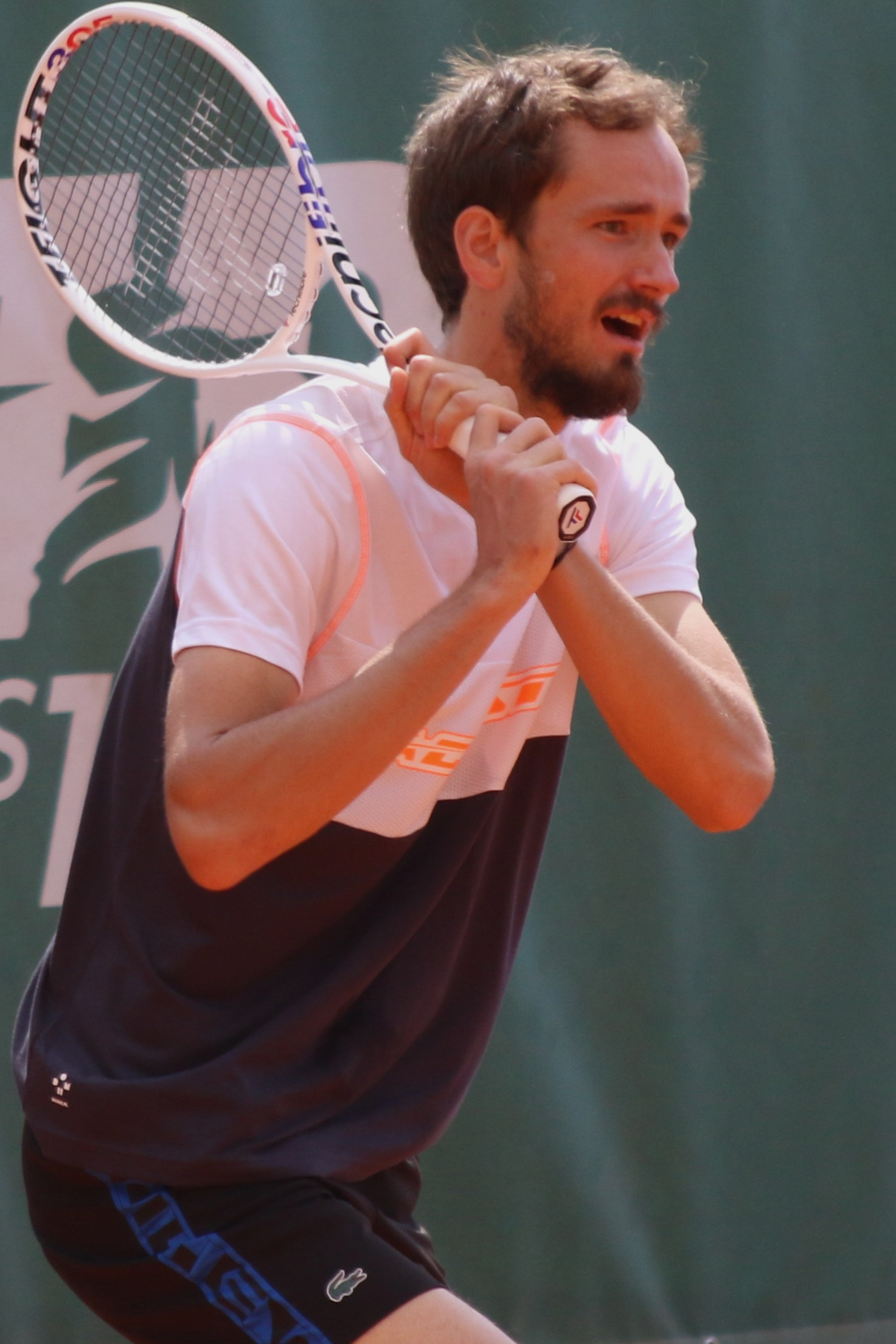
Medwedew
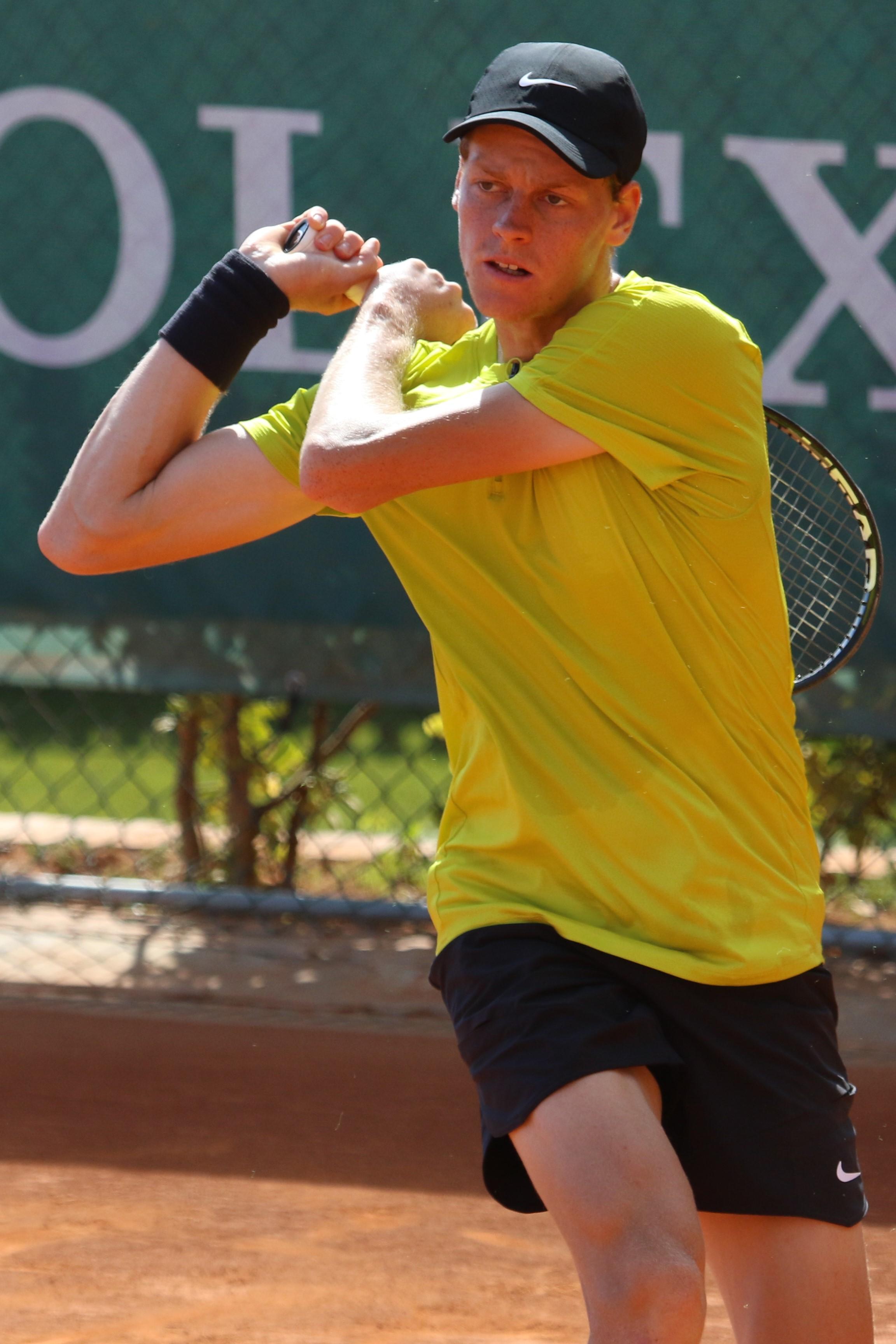
Sinner
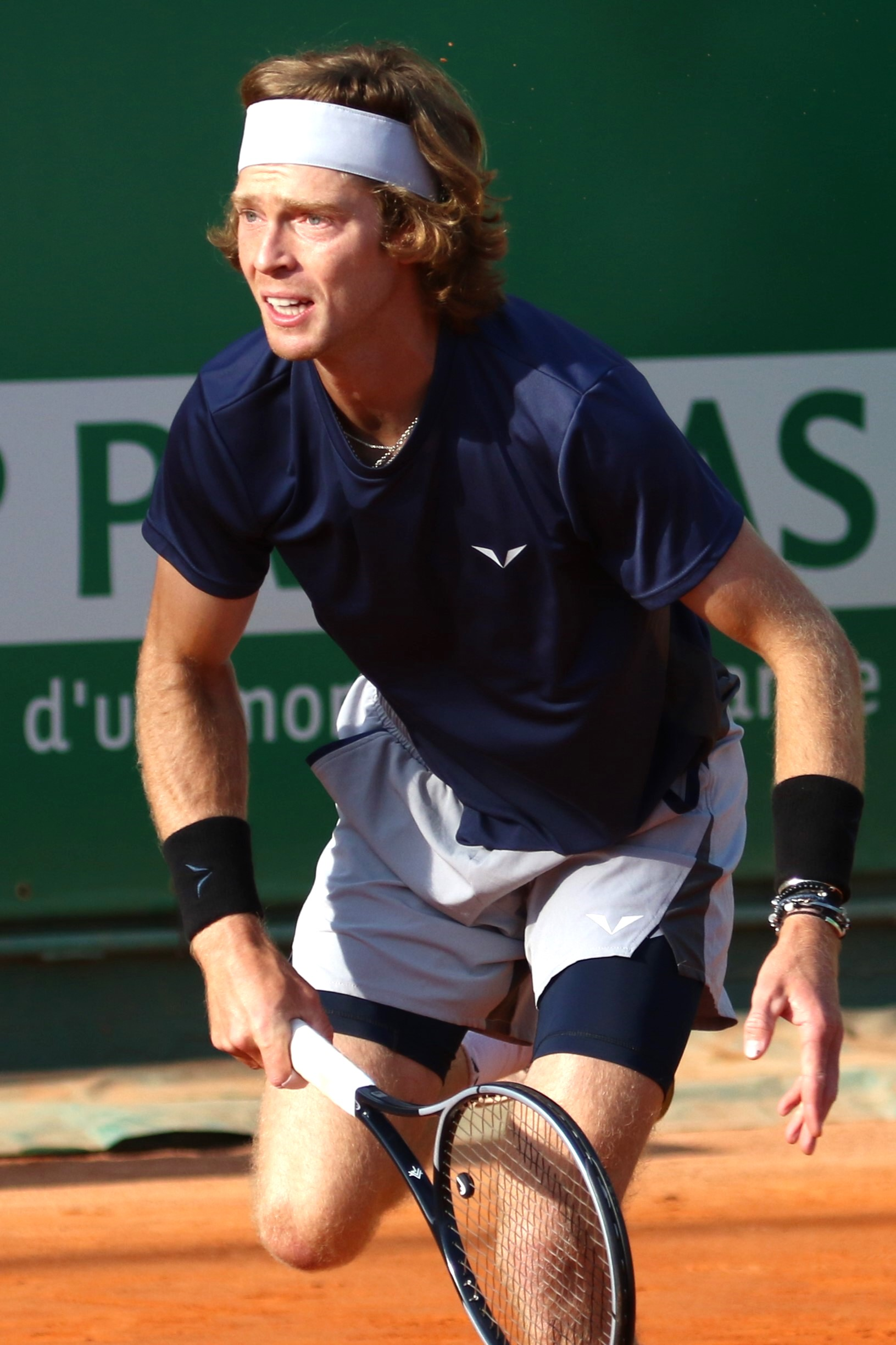
Rubljow
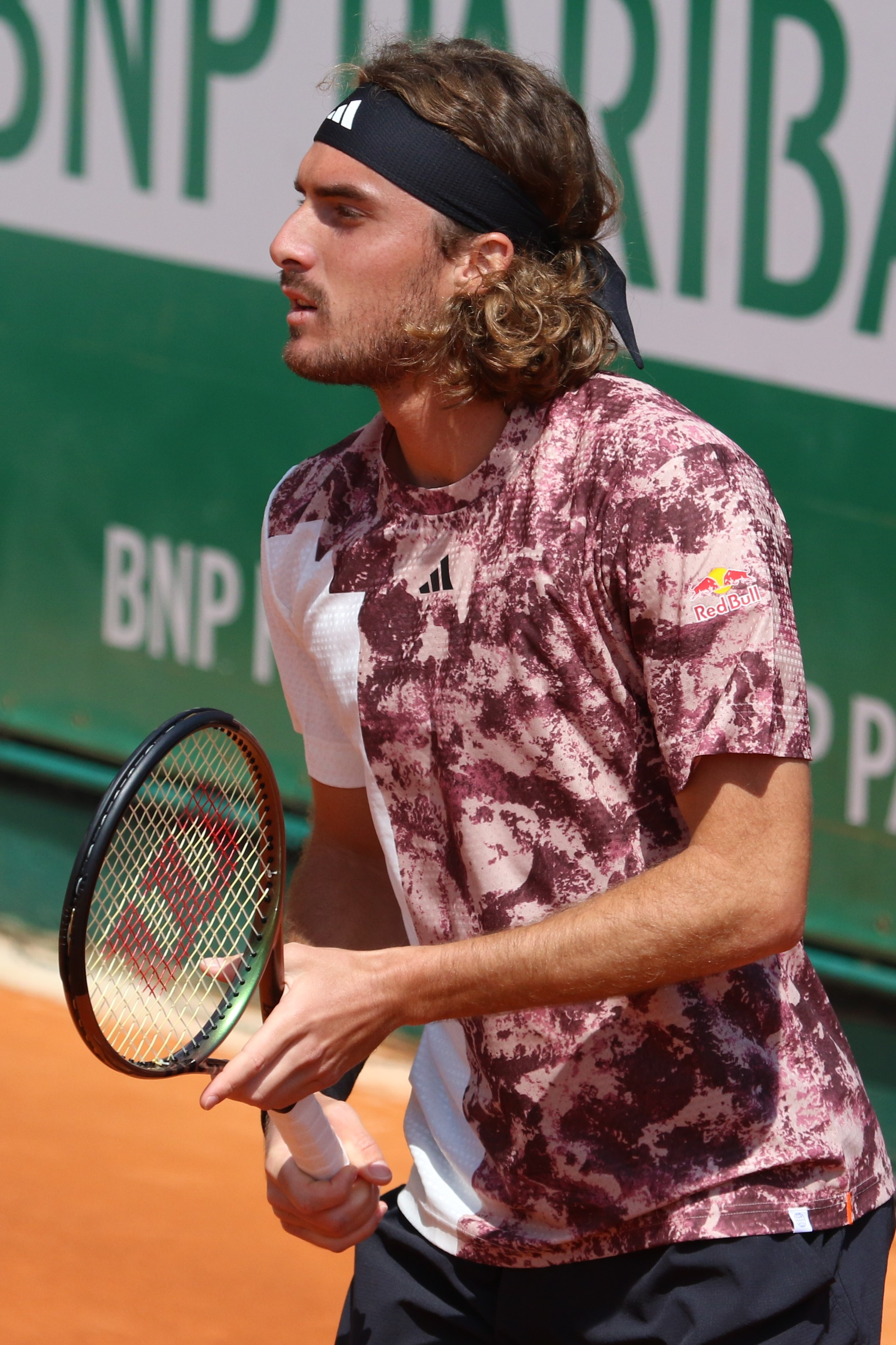
Tsitsipas
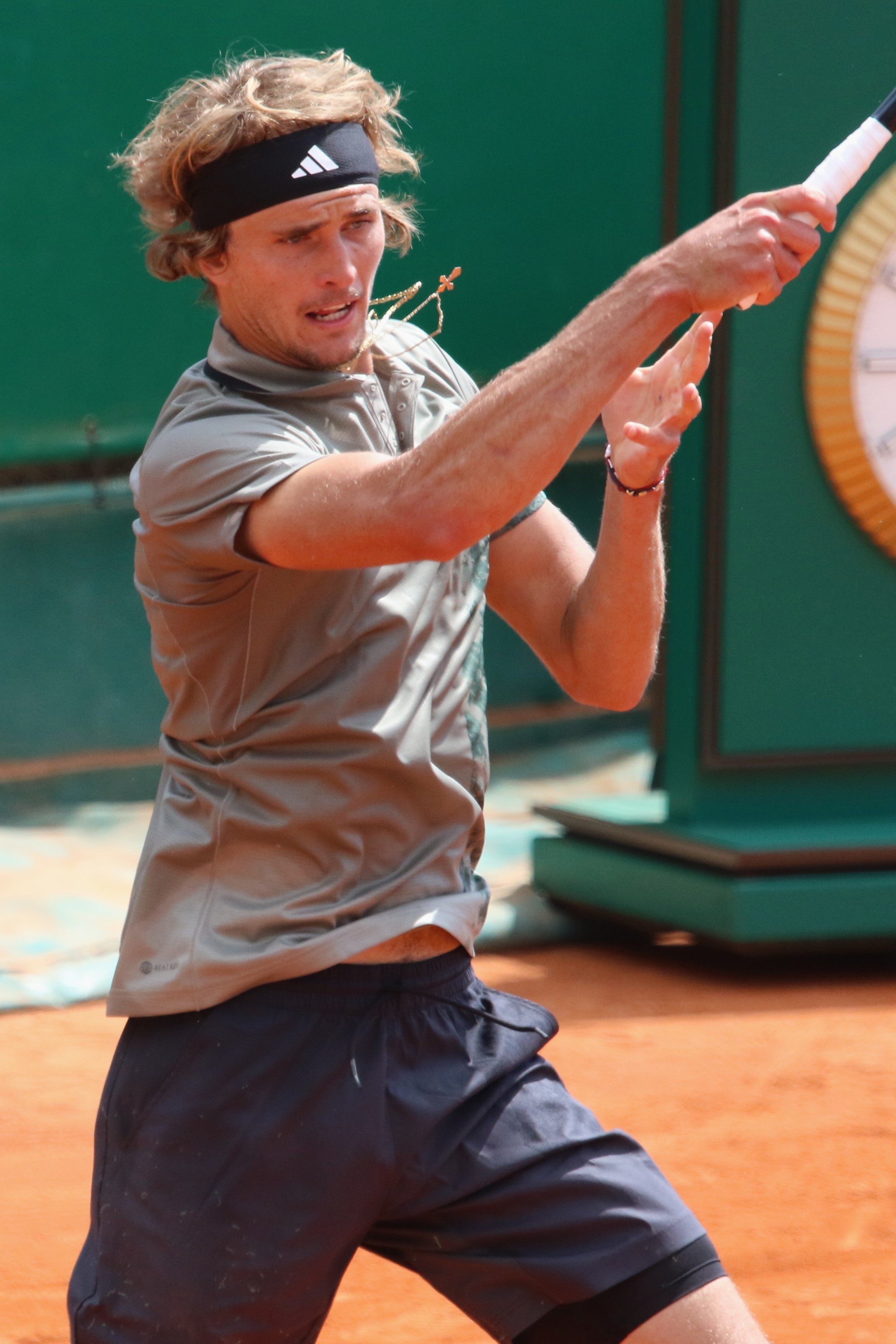
Zverev
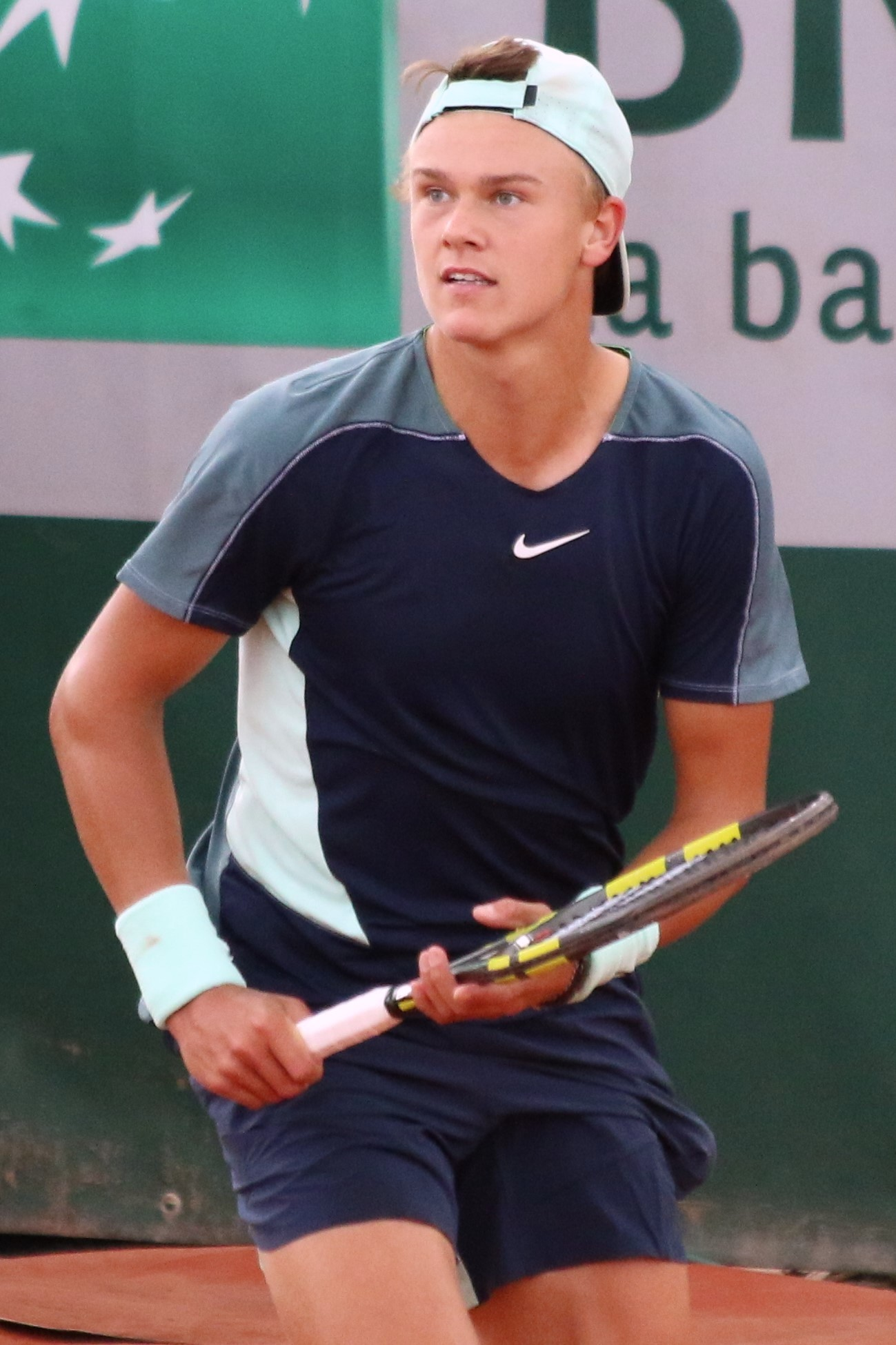
Rune
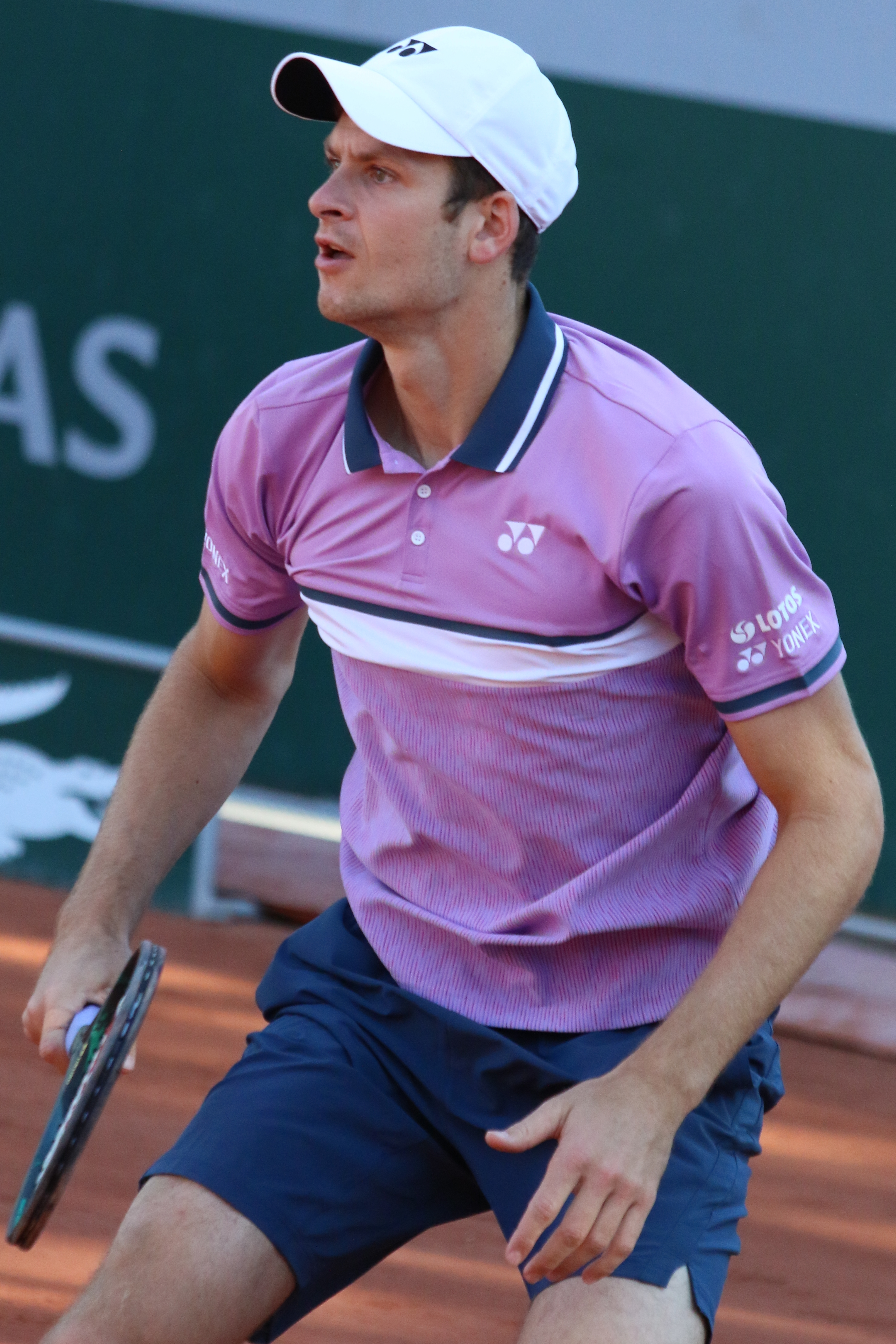
(Hurkacz)

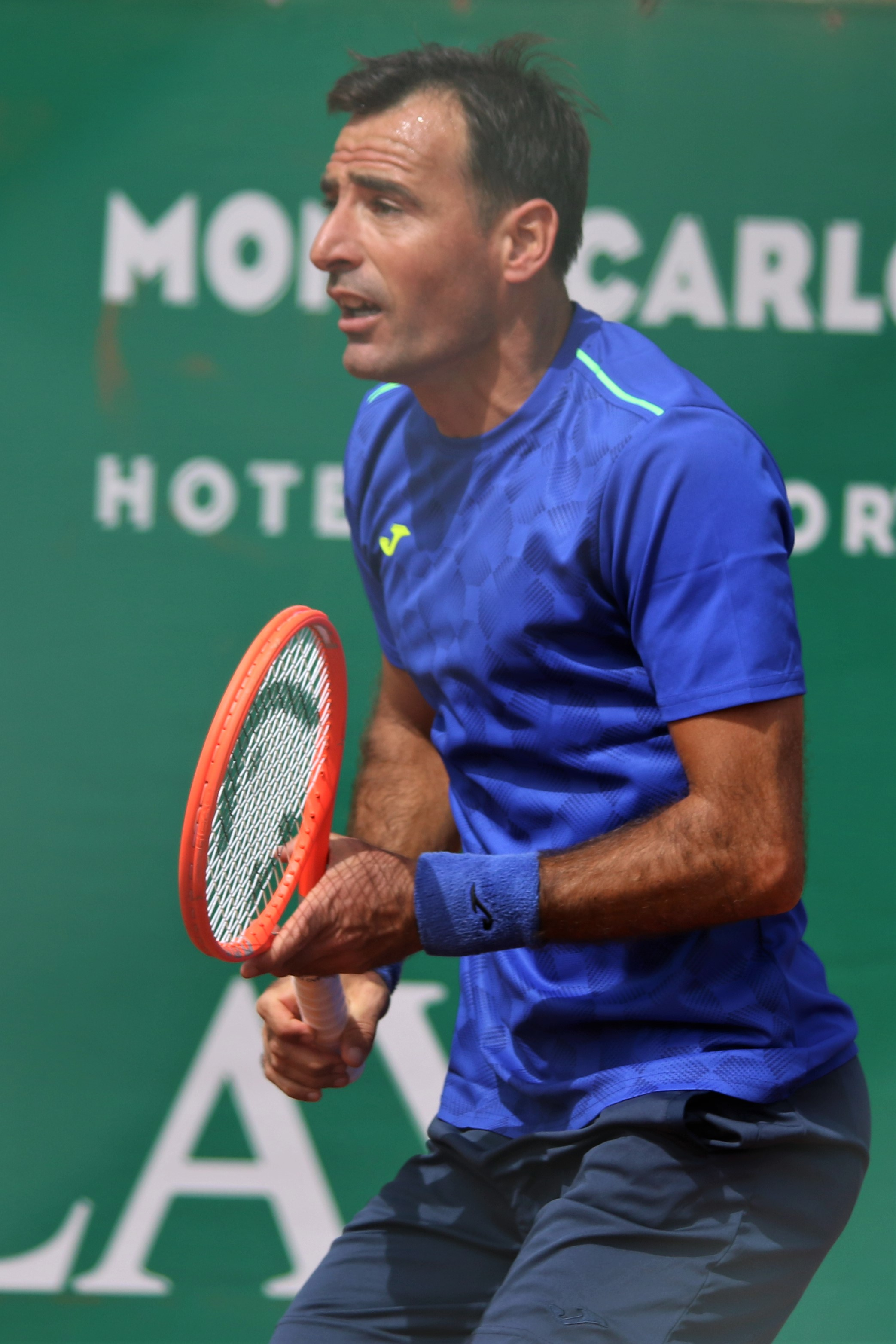
Dodig
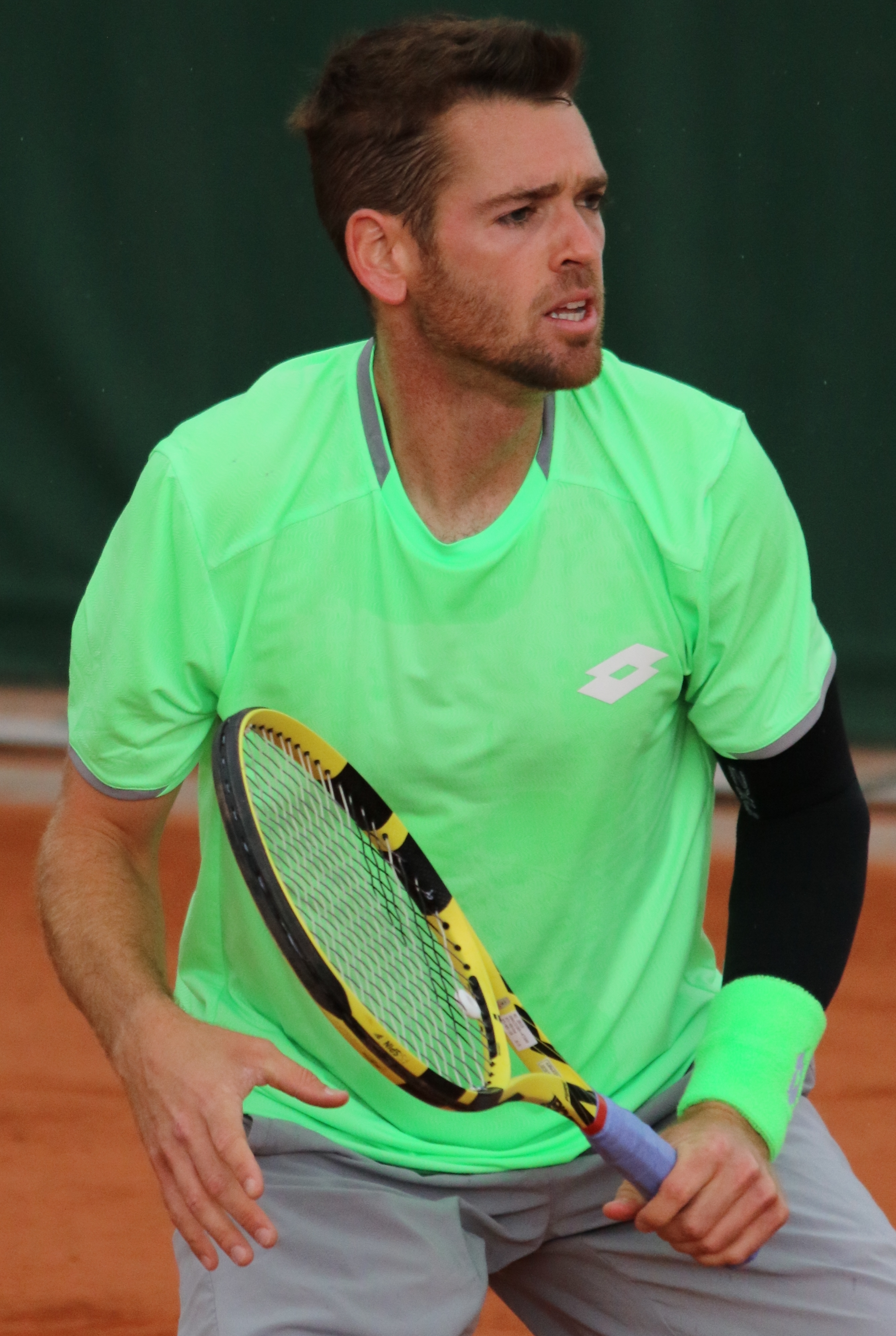
Krajicek
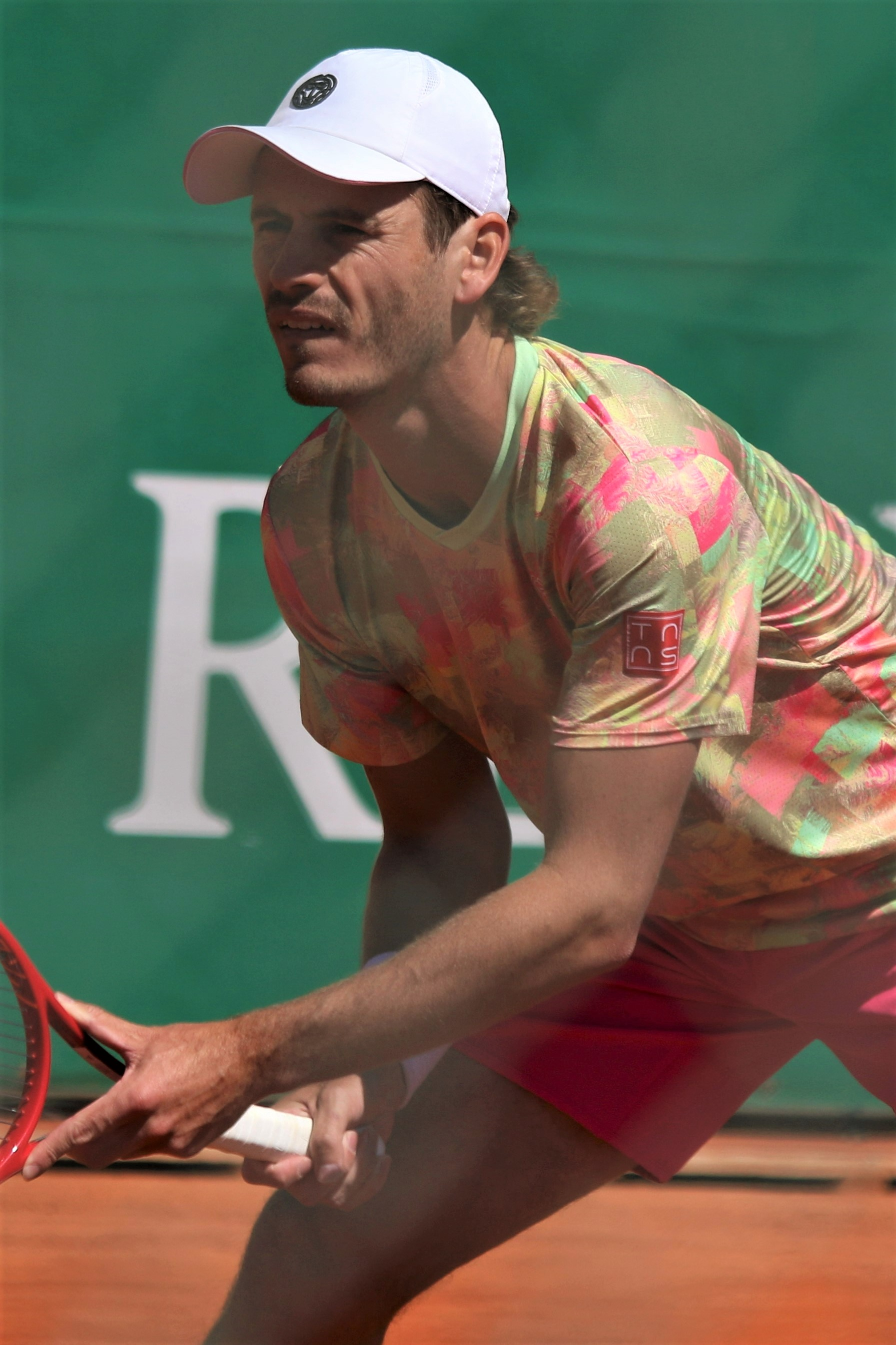
Koolhof
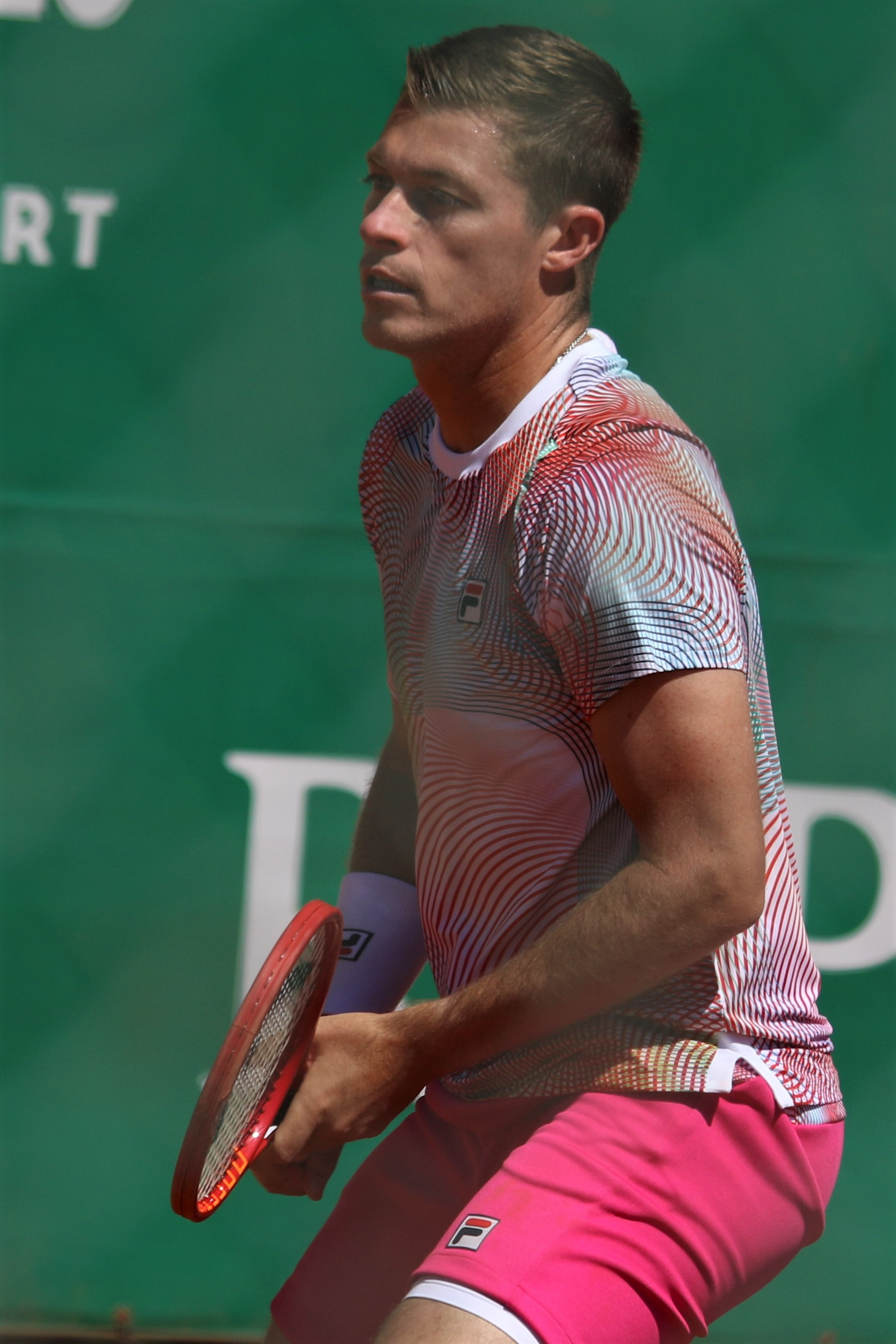
Skupski
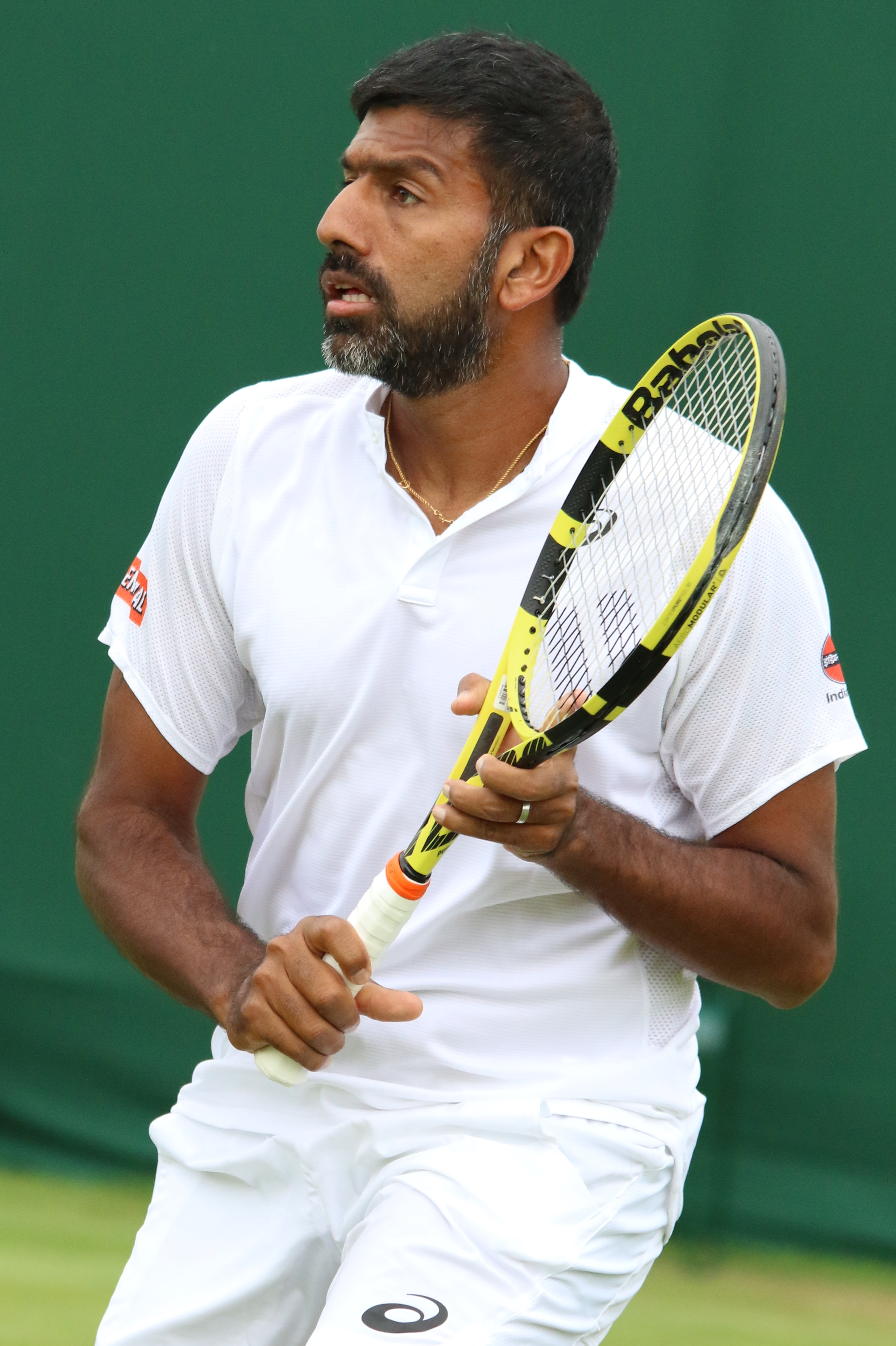
Bopanna
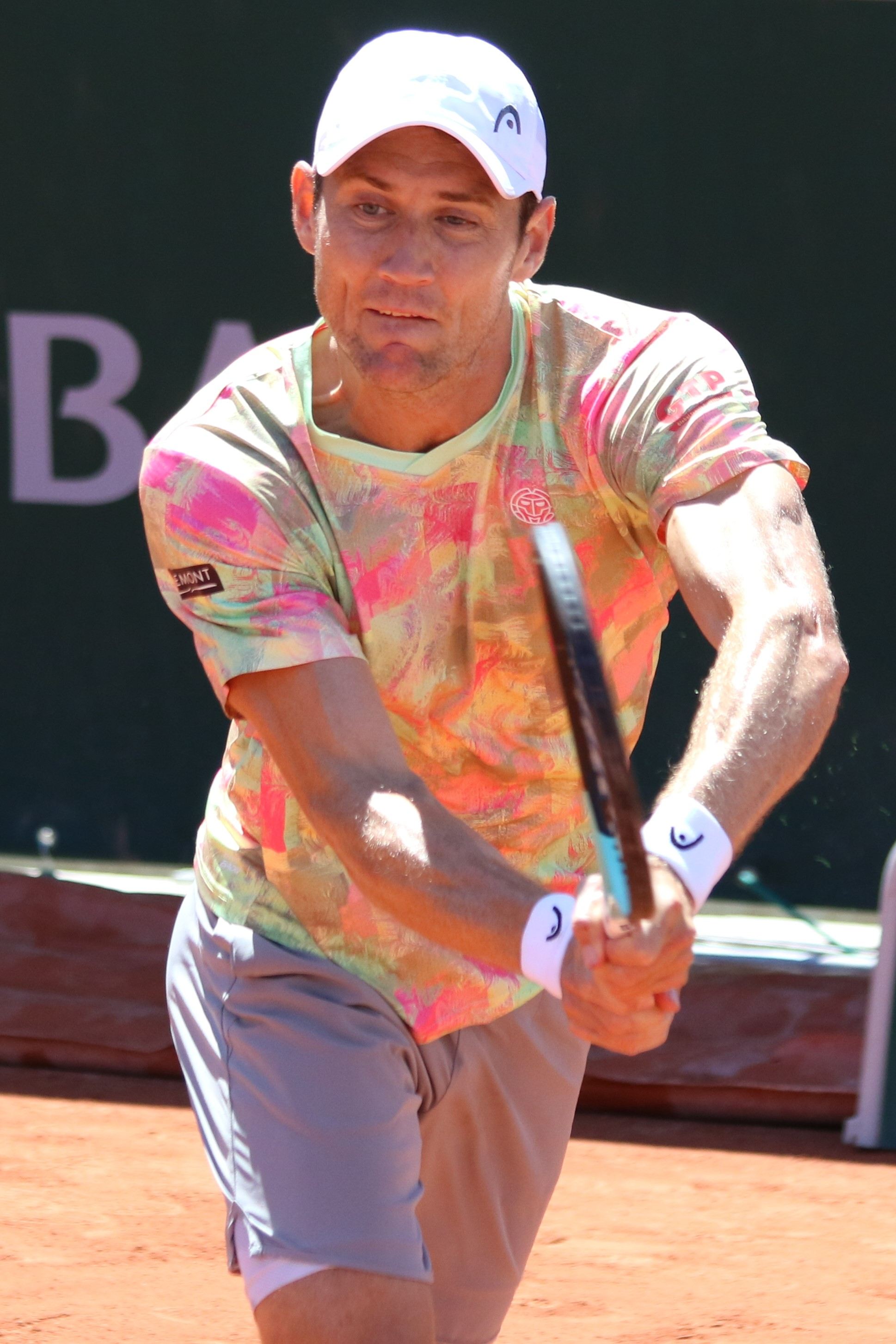
Ebden
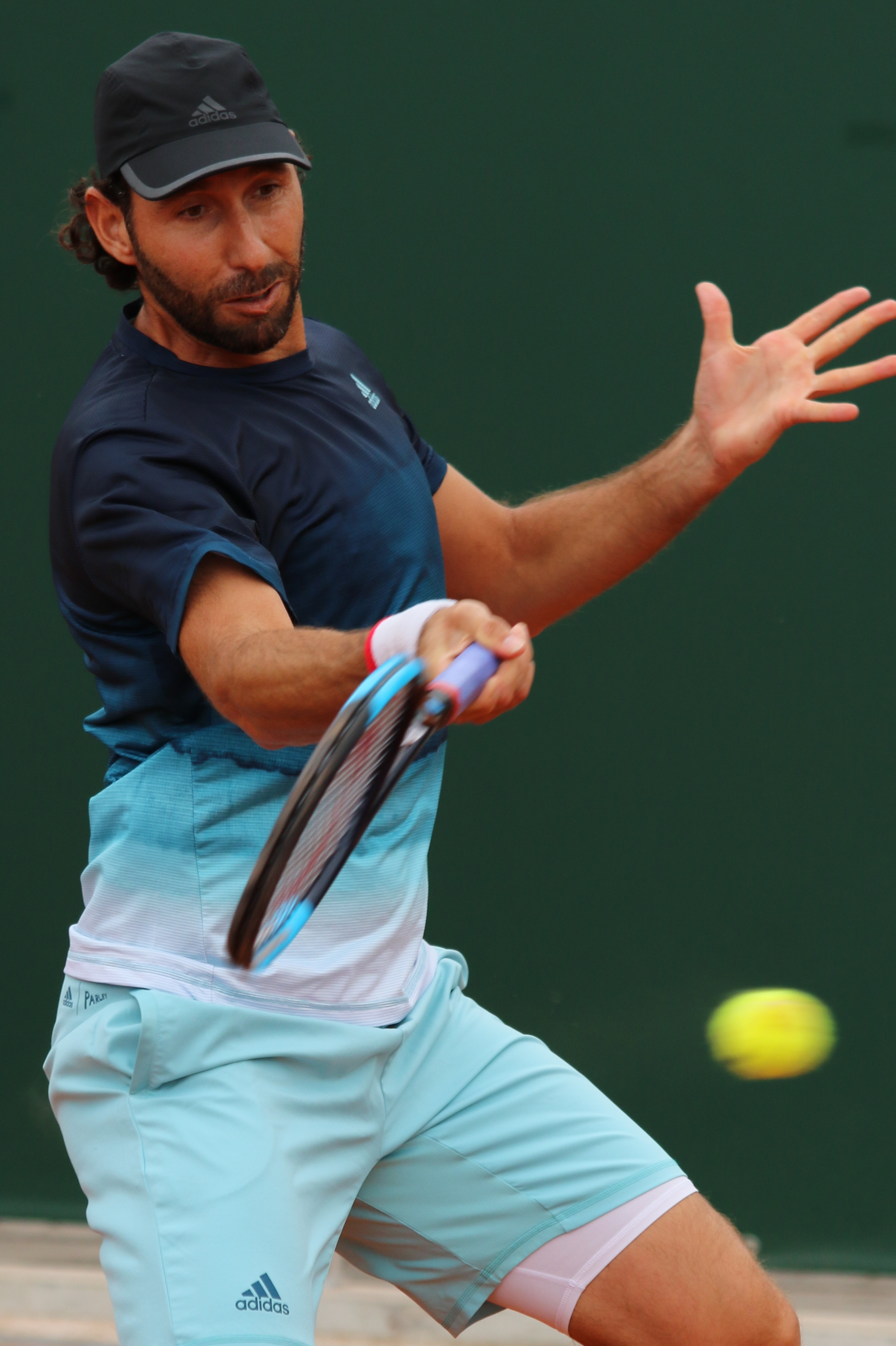
S. González
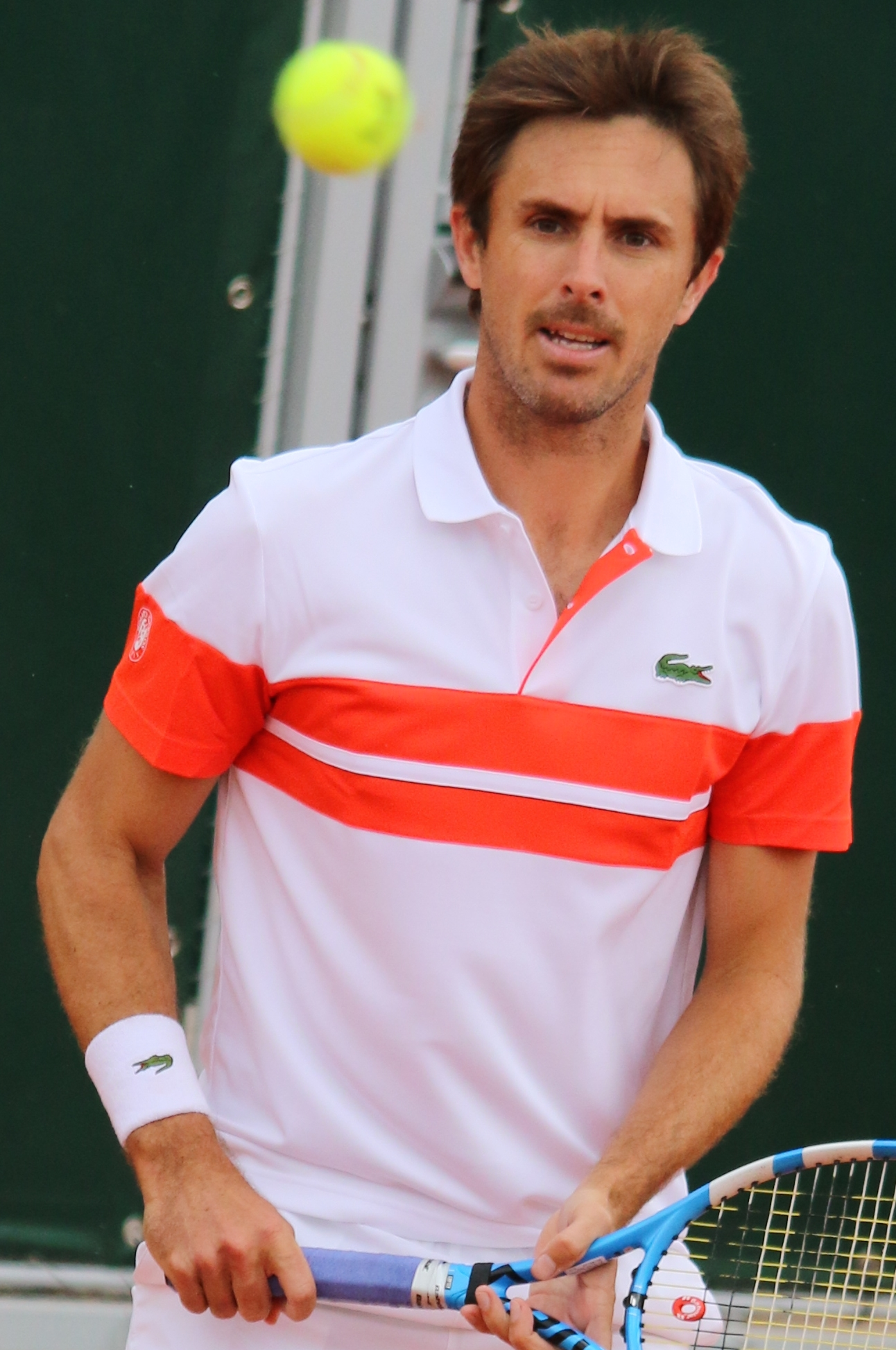
Roger-Vasselin
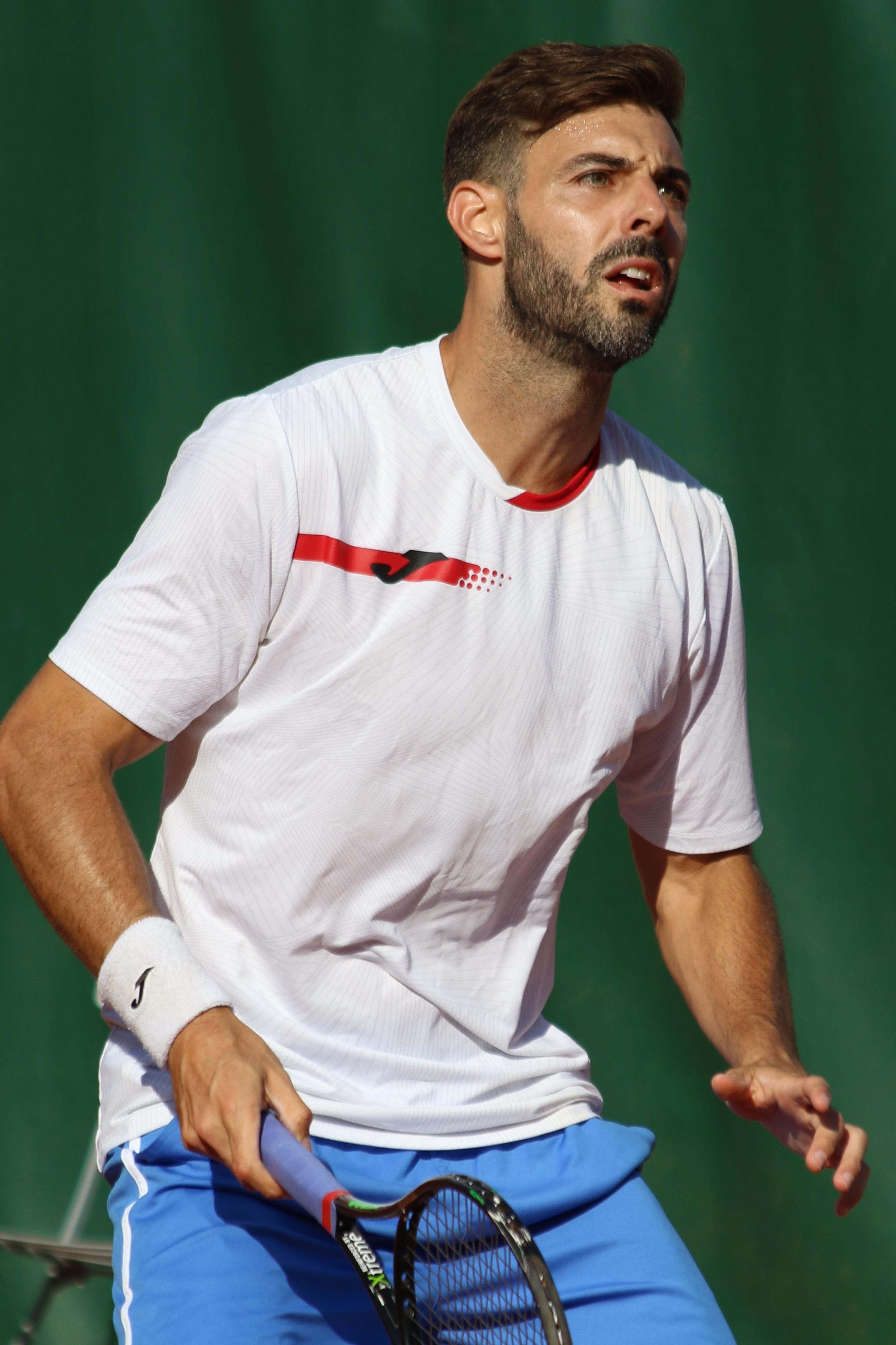
Granollers
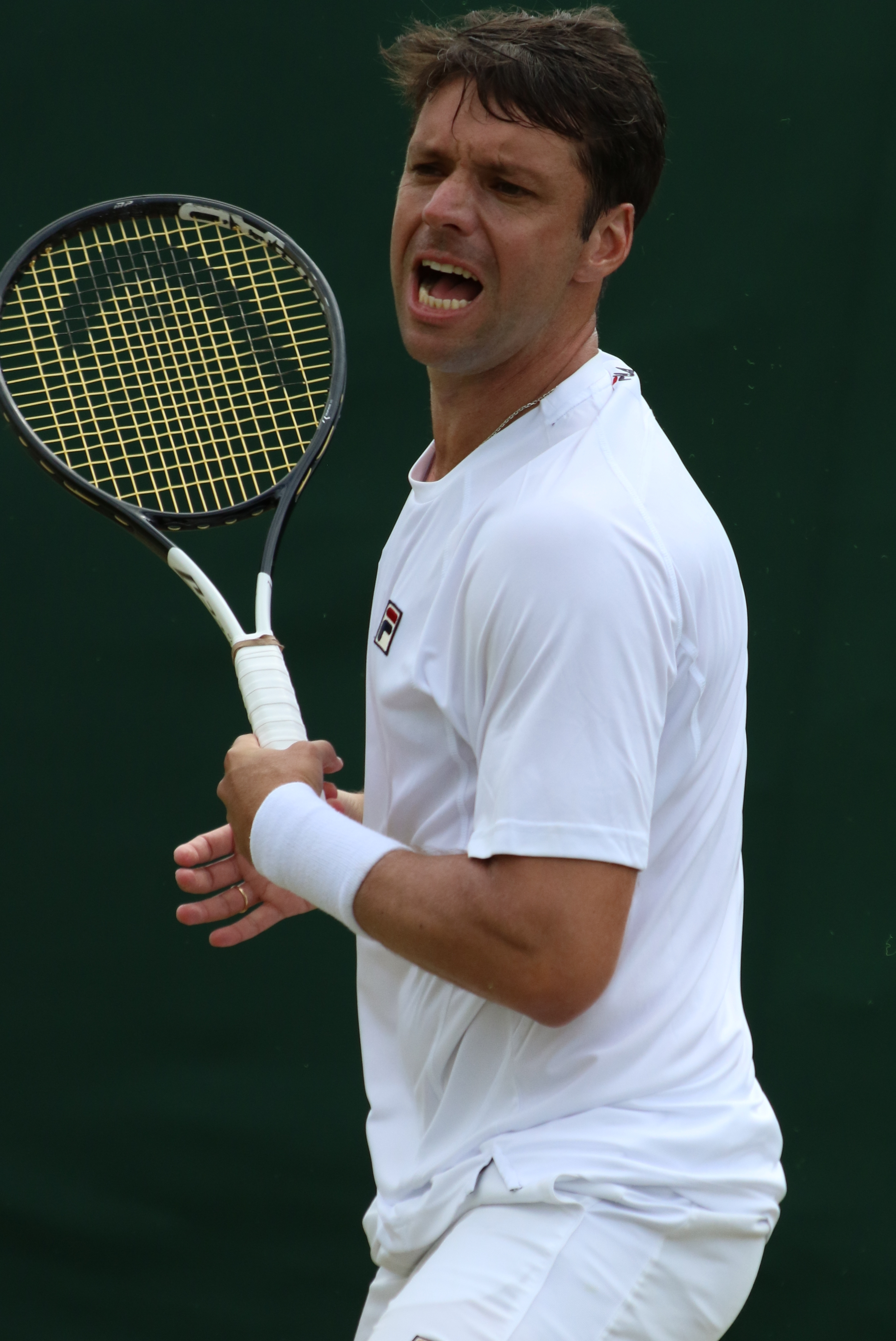
Zeballos
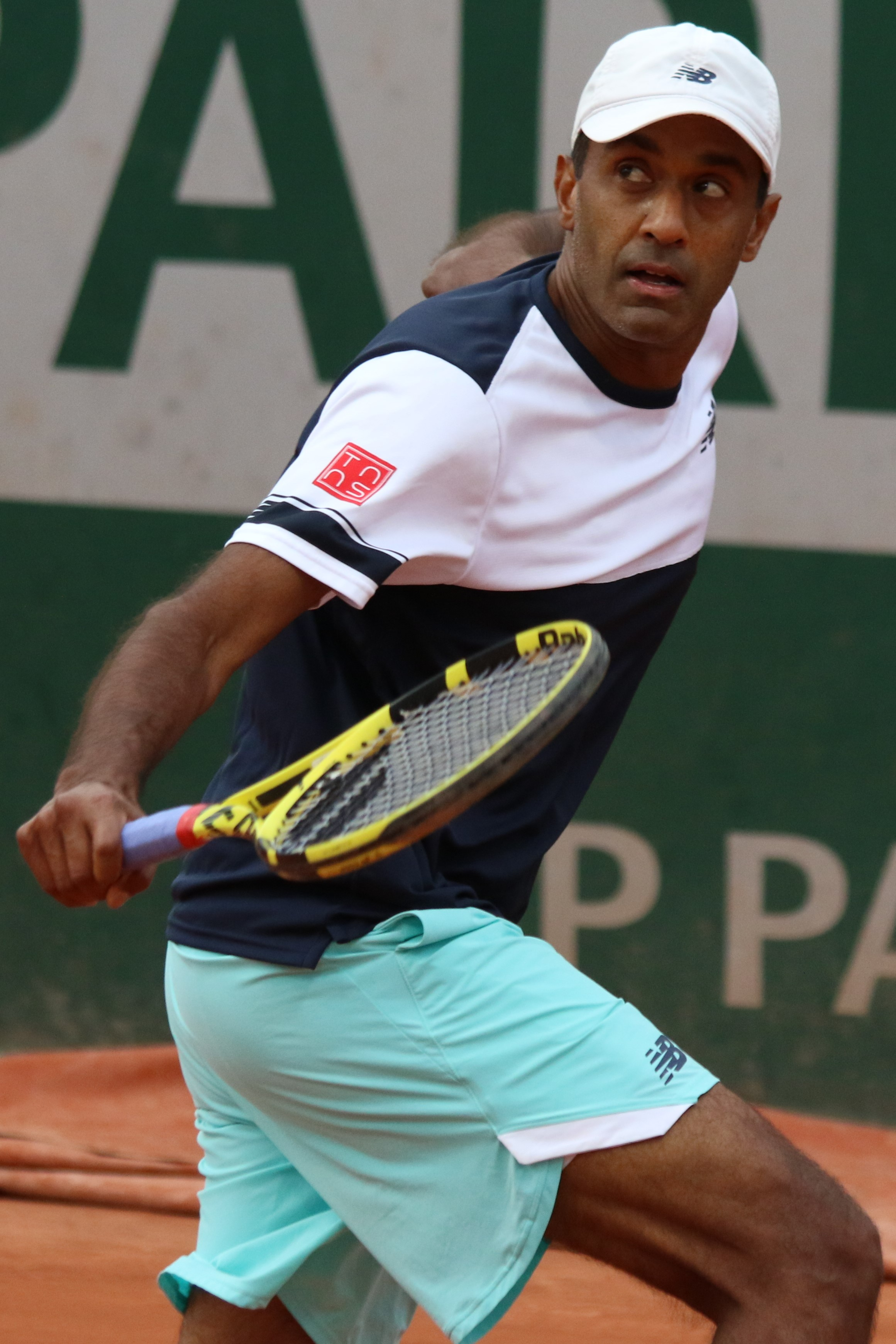
Ram
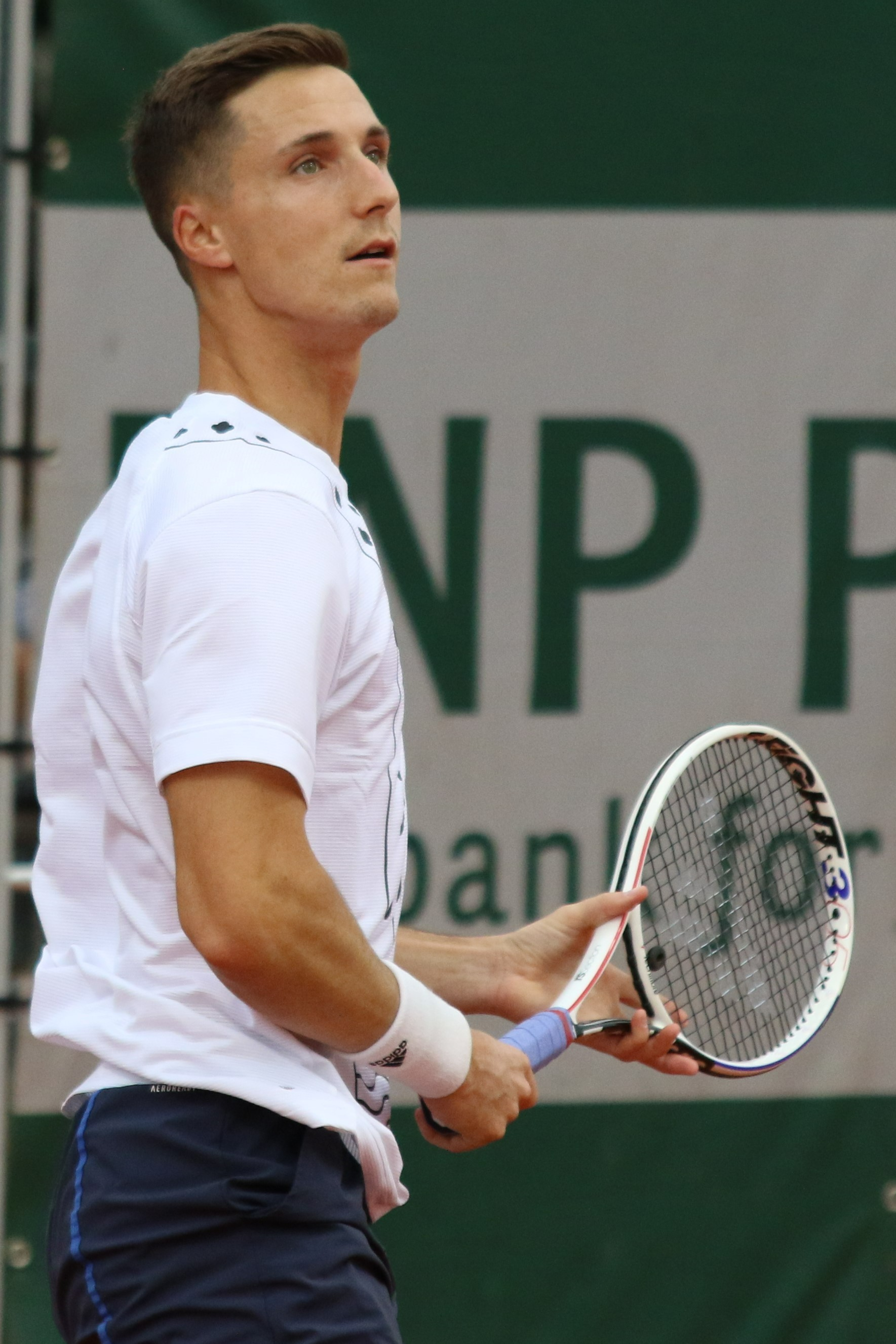
Salisbury
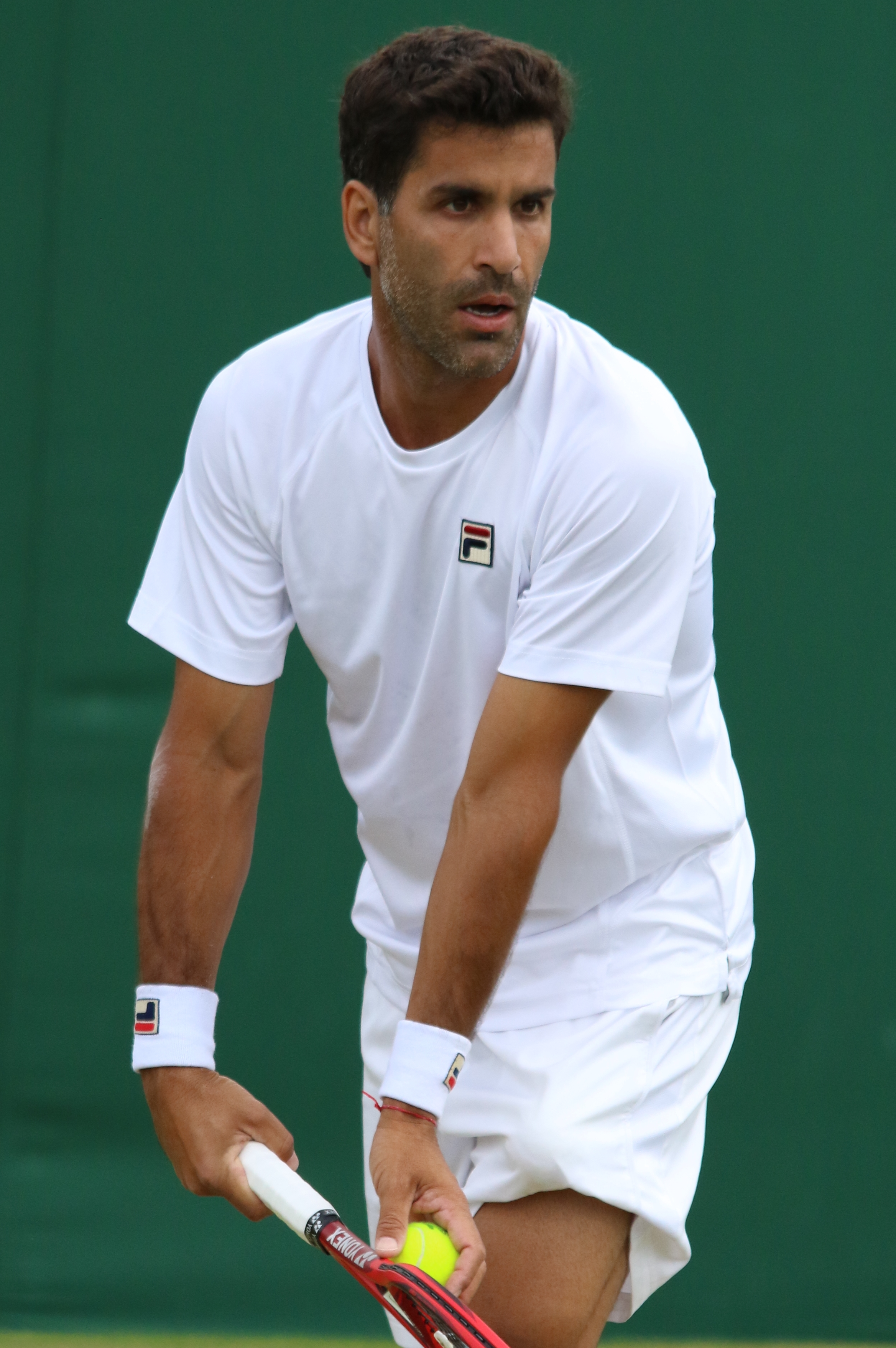
M. González
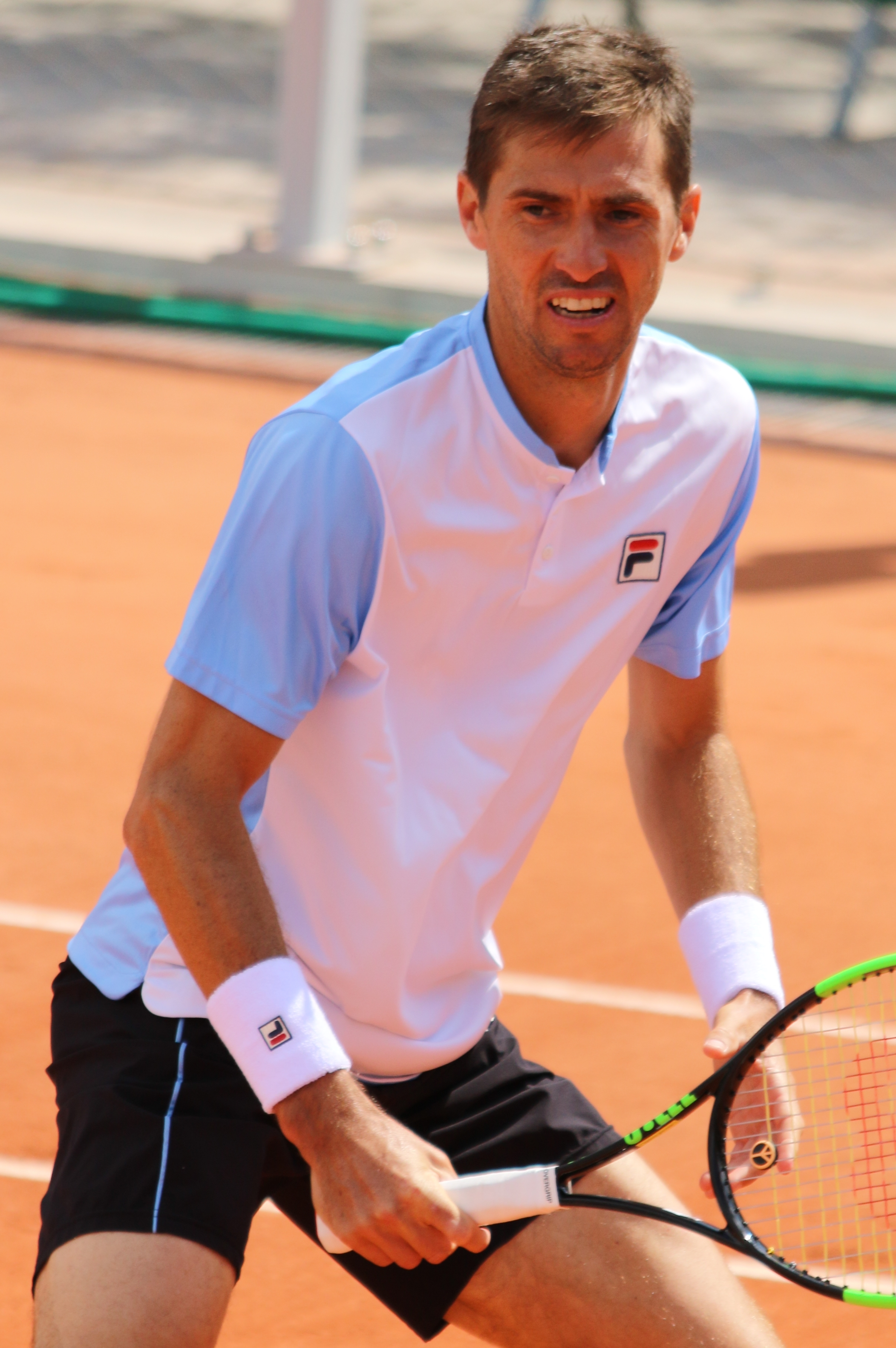
Molteni
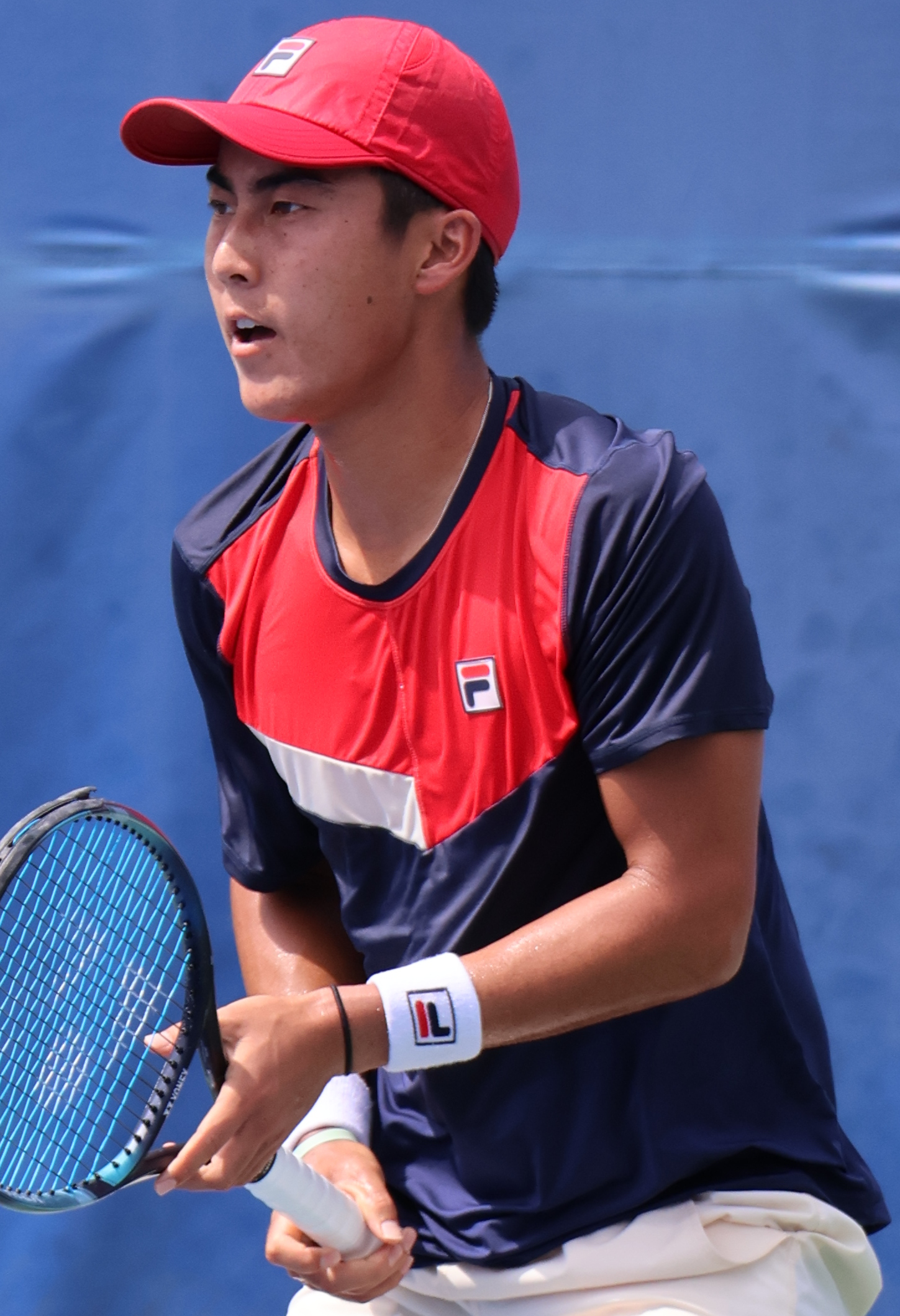
Hijikata
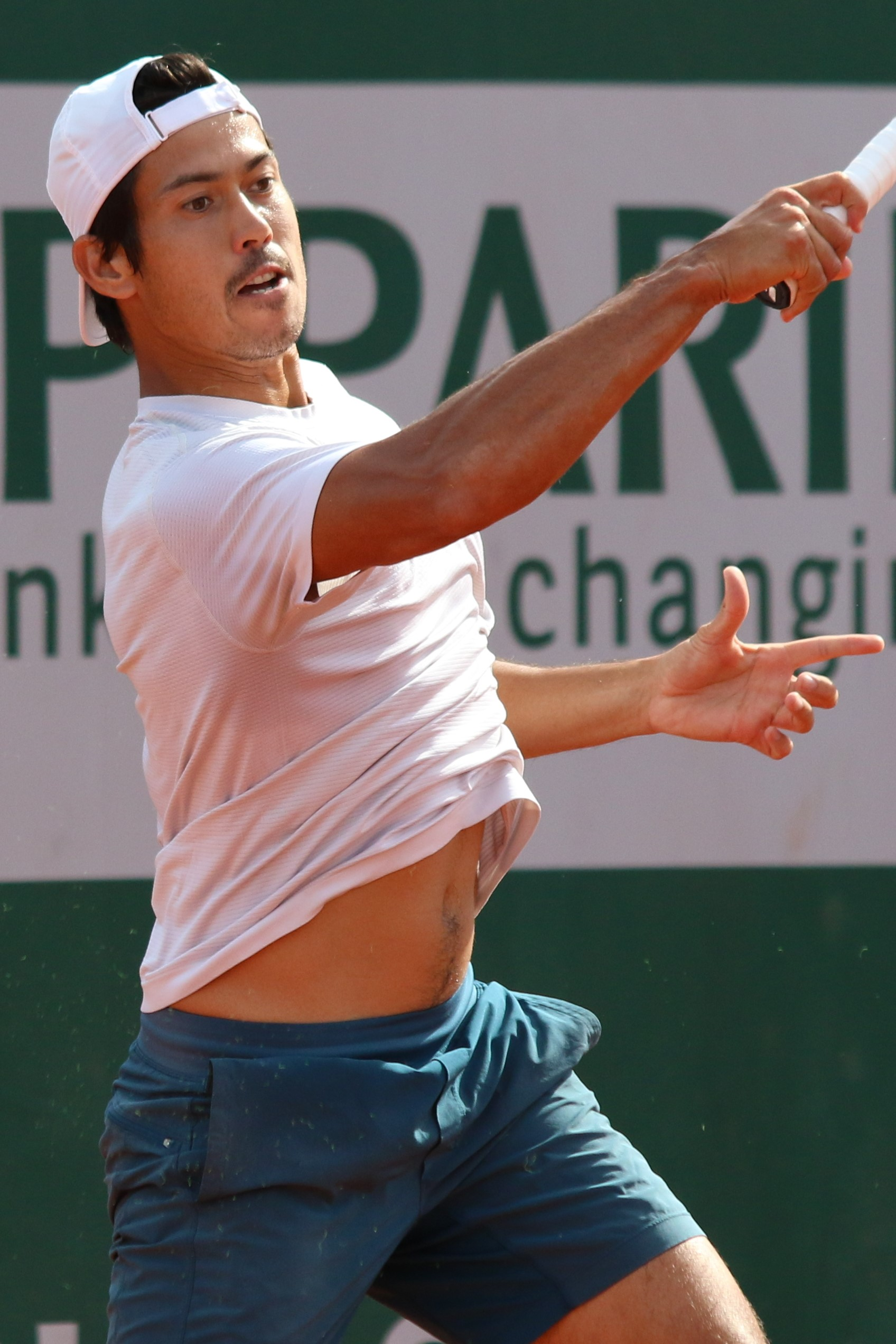
Kubler

| ATP-Race im Einzel | ATP-Race im Einzel | ATP-Race im Einzel | ATP-Race im Einzel  |
| #                  | Spieler            | Punkte             | Qualifikationsdatum |
| ------------------ | ------------------ | ------------------ | ------------------- |
| 1                  | Novak Đoković      | 9945               | 19. August 2023     |
| 2                  | Carlos Alcaraz     | 8455               | 17. Juli 2023       |
| 3                  | Daniil Medwedew    | 7200               | 5. September 2023   |
| 4                  | Jannik Sinner      | 5490               | 7. Oktober 2023     |
| 5                  | Andrei Rubljow     | 4805               | 26. Oktober 2023    |
| 6                  | Stefanos Tsitsipas | 4235               | 2. November 2023    |
| 7                  | Alexander Zverev   | 3585               | 3. November 2023    |
| 8                  | Holger Rune        | 3460               | 3. November 2023    |
| Ersatzspieler      |                    |                    |                     |
| 9                  | Hubert Hurkacz     | 3245               |                     |
| 10                 | Taylor Fritz       | 3100               |                     |
| 11                 | Casper Ruud        | 2825               |                     |
| 12                 | Alex de Minaur     | 2740               |                     |

- Đoković
- Alcaraz
- Medwedew
- Sinner
- Rubljow
- Tsitsipas
- Zverev
- Rune
- (Hurkacz)

### Gruppe Grün

#### Ergebnisse
| Spieler            | Spieler            | Ergebnis        |
| ------------------ | ------------------ | --------------- |
| Jannik Sinner      | Stefanos Tsitsipas | 6:4, 6:4        |
| Novak Đoković      | Holger Rune        | 7:64, 6:71, 6:3 |
| Stefanos Tsitsipas | Holger Rune        | 1:2 aufgg.      |
| Novak Đoković      | Jannik Sinner      | 5:7, 7:65, 6:72 |
| Novak Đoković      | Hubert Hurkacz     | 7:61, 4:6, 6:1  |
| Jannik Sinner      | Holger Rune        | 6:2, 5:7, 6:4   |

#### Tabelle
| Pos. | Setzliste | Spieler            | Matches | Sätze | Spiele |
| ---- | --------- | ------------------ | ------- | ----- | ------ |
| 1    | 4         | Jannik Sinner      | 3:0     | 6:2   | 49:39  |
| 2    | 1         | Novak Đoković      | 2:1     | 5:4   | 54:49  |
| 3    | 8         | Holger Rune        | 1:2     | 4:4   | 29:36  |
| 4    | 9         | Hubert Hurkacz     | 0:1     | 1:2   | 13:17  |
| 5    | 6         | Stefanos Tsitsipas | 0:2     | 0:4   | 8:12   |

### Gruppe Rot

#### Ergebnisse
| Spieler         | Spieler          | Ergebnis       |
| --------------- | ---------------- | -------------- |
| Carlos Alcaraz  | Alexander Zverev | 7:63, 3:6, 4:6 |
| Daniil Medwedew | Andrei Rubljow   | 6:4, 6:2       |
| Carlos Alcaraz  | Andrei Rubljow   | 7:5, 6:2       |
| Daniil Medwedew | Alexander Zverev | 7:67, 6:4      |
| Carlos Alcaraz  | Daniil Medwedew  | 6:4, 6:4       |
| Andrei Rubljow  | Alexander Zverev | 4:6, 4:6       |

#### Tabelle
| Pos. | Setzliste | Spieler          | Matches | Sätze | Spiele |
| ---- | --------- | ---------------- | ------- | ----- | ------ |
| 1    | 2         | Carlos Alcaraz   | 2:1     | 5:2   | 39:33  |
| 2    | 3         | Daniil Medwedew  | 2:1     | 4:2   | 33:28  |
| 3    | 7         | Alexander Zverev | 2:1     | 4:3   | 40:35  |
| 4    | 5         | Andrei Rubljow   | 0:3     | 0:6   | 21:37  |

### Halbfinale
| Spieler        | Spieler         | Ergebnis       |
| -------------- | --------------- | -------------- |
| Jannik Sinner  | Daniil Medwedew | 6:3, 6:74, 6:1 |
| Carlos Alcaraz | Novak Đoković   | 3:6, 2:6       |

### Finale
| Spieler       | Spieler       | Ergebnis |
| ------------- | ------------- | -------- |
| Jannik Sinner | Novak Đoković | 3:6, 3:6 |

## Doppel

### Qualifikation
Es qualifizierten sich die acht bestplatzierten Doppelpaarungen der ATP Tour für diesen Wettbewerb. Qualifiziert war allerdings auch ein Team, das ein Grand-Slam-Turnier gewonnen und sich zum Jahresende einen Platz in den Top 20 der Weltrangliste gesichert hatte. Bei zwei Grand-Slam-Gewinnern in den Top 20 qualifizierte sich die bessere Paarung für das Turnier, während die andere das erste Ersatzteam bildete.
| ATP-Race im Doppel | ATP-Race im Doppel                       | ATP-Race im Doppel | ATP-Race im Doppel  | ATP-Race im Doppel |
| #                  | Spieler                                  | Punkte             | Qualifikationsdatum | Grand-Slam-Siege   |
| ------------------ | ---------------------------------------- | ------------------ | ------------------- | ------------------ |
| 1                  | Ivan Dodig Austin Krajicek               | 6330               | 9. Oktober 2023     | 1                  |
| 2                  | Wesley Koolhof Neal Skupski              | 6060               | 9. Oktober 2023     | 1                  |
| 3                  | Rohan Bopanna Matthew Ebden              | 5990               | 14. Oktober 2023    |                    |
| 4                  | Santiago González Édouard Roger-Vasselin | 5610               | 2. November 2023    |                    |
| 5                  | Marcel Granollers Horacio Zeballos       | 5127               | 30. Oktober 2023    |                    |
| 6                  | Rajeev Ram Joe Salisbury                 | 4822               | 29. Oktober 2023    | 1                  |
| 7                  | Máximo González Andrés Molteni           | 4380               | 3. November 2023    |                    |
| 8                  | Rinky Hijikata Jason Kubler              | 2180               | 2. November 2023    | 1                  |
| Ersatzteams        |                                          |                    |                     |                    |
| 9                  | Nathaniel Lammons Jackson Withrow        | 4025               |                     |                    |
| 10                 | Jamie Murray Michael Venus               | 3850               |                     |                    |
| 11                 | Marcelo Arévalo Jean-Julien Rojer        | 3840               |                     |                    |
| 12                 | Hugo Nys Jan Zieliński                   | 3732               |                     |                    |

- Dodig
- Krajicek
- Koolhof
- Skupski
- Bopanna
- Ebden
- S. González
- Roger-Vasselin
- Granollers
- Zeballos
- Ram
- Salisbury
- M. González
- Molteni
- Hijikata
- Kubler

### Gruppe Grün

#### Ergebnisse
| Spieler                                  | Spieler                                  | Ergebnis          |
| ---------------------------------------- | ---------------------------------------- | ----------------- |
| Ivan Dodig Austin Krajicek               | Máximo González Andrés Molteni           | 6:4, 6:2          |
| Santiago González Édouard Roger-Vasselin | Marcel Granollers Horacio Zeballos       | 6:2, 3:6, [7:10]  |
| Santiago González Édouard Roger-Vasselin | Máximo González Andrés Molteni           | 6:4, 6:4          |
| Ivan Dodig Austin Krajicek               | Marcel Granollers Horacio Zeballos       | 4:6, 4:6          |
| Ivan Dodig Austin Krajicek               | Santiago González Édouard Roger-Vasselin | 4:6, 6:3, [13:15] |
| Marcel Granollers Horacio Zeballos       | Máximo González Andrés Molteni           | 6:3, 6:4          |

#### Tabelle
| Pos. | Setzliste | Spieler                                  | Matches | Sätze | Spiele |
| ---- | --------- | ---------------------------------------- | ------- | ----- | ------ |
| 1    | 5         | Marcel Granollers Horacio Zeballos       | 3:0     | 6:1   | 33:24  |
| 2    | 4         | Santiago González Édouard Roger-Vasselin | 2:1     | 5:3   | 31:27  |
| 3    | 1         | Ivan Dodig Austin Krajicek               | 1:2     | 3:4   | 30:28  |
| 4    | 7         | Máximo González Andrés Molteni           | 0:3     | 0:6   | 21:36  |

### Gruppe Rot

#### Ergebnisse
| Spieler                     | Spieler                     | Ergebnis         |
| --------------------------- | --------------------------- | ---------------- |
| Wesley Koolhof Neal Skupski | Rinky Hijikata Jason Kubler | 6:3, 6:4         |
| Rohan Bopanna Matthew Ebden | Rajeev Ram Joe Salisbury    | 3:6, 4:6         |
| Rohan Bopanna Matthew Ebden | Rinky Hijikata Jason Kubler | 6:4, 6:4         |
| Wesley Koolhof Neal Skupski | Rajeev Ram Joe Salisbury    | 3:6, 6:3, [7:10] |
| Wesley Koolhof Neal Skupski | Rohan Bopanna Matthew Ebden | 4:6, 6:75        |
| Rajeev Ram Joe Salisbury    | Rinky Hijikata Jason Kubler | 5:7, 6:1, [10:2] |

#### Tabelle
| Pos. | Setzliste | Spieler                     | Matches | Sätze | Spiele |
| ---- | --------- | --------------------------- | ------- | ----- | ------ |
| 1    | 6         | Rajeev Ram Joe Salisbury    | 3:0     | 6:2   | 34:24  |
| 2    | 3         | Rohan Bopanna Matthew Ebden | 2:1     | 4:2   | 32:30  |
| 3    | 2         | Wesley Koolhof Neal Skupski | 1:2     | 3:4   | 31:30  |
| 4    | 8         | Rinky Hijikata Jason Kubler | 0:3     | 1:6   | 23:36  |

### Halbfinale
| Spieler                            | Spieler                                  | Ergebnis          |
| ---------------------------------- | ---------------------------------------- | ----------------- |
| Marcel Granollers Horacio Zeballos | Rohan Bopanna Matthew Ebden              | 7:5, 6:4          |
| Rajeev Ram Joe Salisbury           | Santiago González Édouard Roger-Vasselin | 7:65, 3:6, [10:7] |

### Finale
| Spieler                            | Spieler                  | Ergebnis |
| ---------------------------------- | ------------------------ | -------- |
| Marcel Granollers Horacio Zeballos | Rajeev Ram Joe Salisbury | 3:6, 4:6 |